# Аришка (приток Айвы)
Аришка — река в России, протекает в Пензенской области. Левый приток реки Айвы.

## География
Река Аришка берёт начало у поселения Новый Иванырс. Течёт на северо-восток. Устье реки находится у села Аришка в 12 км по левому берегу реки Айва. Длина реки составляет 17 км, площадь водосборного бассейна — 90 км².

## Данные водного реестра
По данным государственного водного реестра России относится к Верхневолжскому бассейновому округу, водохозяйственный участок реки — Сура от Сурского гидроузла и до устья реки Алатырь, речной подбассейн реки — Сура. Речной бассейн реки — (Верхняя) Волга до Куйбышевского водохранилища (без бассейна Оки).
Код объекта в государственном водном реестре — 08010500312110000036364.